# 窪田あつこ
窪田 あつこ（くぼた あつこ、本名：窪田 昌子、1972年7月28日 - ）は、神奈川県川崎市出身の女優、お笑いタレント、歌手、エッセイスト、小説家、脚本家、演出家、振付師。劇団花歌マジックトラベラー主宰。

## 来歴
地元の高校を卒業後、同年所属した劇団にて一人芝居で小劇場初舞台を踏む（SMの女王の休日の姿を演じ、客前で下着姿を披露する）。
1995年、所属劇団の活動を続けながら女性キャストのみの劇団「花歌マジックトラベラー」を旗揚げ（2000年からは男性キャストを含む）。全公演30作品を超える全ての作・演出・振付を担当。全作品に自らも出演する。
小劇場を中心に俳優として活動する傍ら、バラエティー番組、ドラマ等テレビにも出演。自らをブサイクセクシーと呼び（現在はセクシーと呼ぶのは自粛している）、インパクトの強い役柄の出演依頼が多いことから、怪優のイメージがつく。
2004年から2007年4月までサンミュージックプロダクション所属（在籍中は芸人部門に在籍していたことから、芸人として「なつ☆あつこ」（安藤なつとのコンビ）→「窪田あつこ」（ピン）→「窪田あつこ☆座」（人数不明。コントユニット）として活動、現在はフリーで芸人にとどまらず様々なジャンルで活動中）。フリーになってから、元女子プロレスラー（その後現役復帰）広田さくらとコンビを組み、自身主宰のデビューお笑いライブにして新宿のシアターサンモールを満席にする偉業を達成（現在は解散している）。
また、コミックスに短編小説連載や月刊誌にエッセイ連載等、作家としても活躍。さらに浅草花月の寄席ではよしもとの芸人カートヤング班のメンバーとしてコントに出演。新宿のBARではシンガーとしてマンスリーワンマンライブ「窪田あつことピアノ野郎のサタデーブギンナイト」（笠置シヅ子のナンバーを中心にピアノの伴奏で懐メロを歌う。80分の予定のライブはしばしば120分超、構成はトークの方が多い。）3年間活動（現在は定期ライブは行っていない）。

## 劇団花歌マジックトラベラー
アイ・ドリングストップ　劇団花歌マジックトラベラーとしての公演履歴 
- 1995年
  - 愛しいあの人を殺したくなるこんな夜 （3/24−26 東中野エウロス）[早 1]
  - やって来たのさ未来から敵を見つけてとっちめろ （10/6-8 横浜STスポット）
- 1996年
  - スキよあんたに首ったけ地獄の底からこんにちは （5/14-15 横浜STスポット、5/17-19 阿佐ヶ谷アートスペースプロット）
- 1997年
  - 流れる星をながめていたらあらやだこっちに飛んで来た （5/23-25 ウエストエンドスタジオ）
  - 美しきマドンナ達のたそがれ時のセレナーデ （10/16-19 阿佐ヶ谷スタジオはるか）
  - この世におさらばする時はダンスビートで眠らせて （スパーキングシアター参加作品、11/19-24 横浜STスポット）
- 1998年
  - パクラレテ～人殺しマミイの大冒険～ （5月 横浜ＳＴスポット）
  - そんなにもあなたはレモンとマッチした （10/8-11 横浜ＳＴスポット）
- 1999年
  - 冷たいミルフィーユのベットの中で[3] （フロム・エー　コマーシャル・サーカス'99新春演劇福袋[早 2] 1/13-17 新宿 シアターサンモール )[4]
  - 好きよあんたに首ったけ地獄の底からこんにちはそしてさようなら （4/2-4 シアターゆたか）[早 3]
  - この世におさらばする時はダンスビートで眠らせて白いシューズの少女と共に… （6/11-13 相鉄本多劇場[早 4]、6/24−27 ウエストエンドスタジオ[早 5]）
  - 輝け！窪面星！！ うつむけ乙女の祈り （読み：かがやけくぼずらぼしうつむけおとめのいのり） （8/16-17 下北沢駅前劇場）[早 6]
  - 命くれない二人連れ 大きなモミの木の下で （12/22-26 パンプルムス）[早 7]
- 2000年
  - 窪面漬＜しっかり味＞ （読み：くぼづらづけしっかりあじ） （3/6−3/8 下北沢駅前劇場）[早 8]
- 2001年
  - 窪面戦（読み：くぼずらせん） （6/15−16 ビプランシアター）[早 9]
- 2002年
  - ひのくにー限りなく本物に近いニセモノとその価値を失ったホンモノー (1/5-8 下北沢駅前劇場）
  - 野麦峠でつかまえて ～とりあえずイカレタあの人を命懸けで抱きしめて～ （11/20−24 萬スタジオ）[早 10]
- 2003年
  - 神の都に会いに行く 〜文明は栄えやがて滅んだ〜 （7/10−13 下北沢駅前劇場）[早 11]
- 2004年
  - 夏の夜の夢のよう〜朝が来る前に妖精を消せ〜 （W.シェイクスピア作 8/18-22 下北沢駅前劇場）[早 12]
- 2005年
  - ただ・・・ただよう・・・〜サンゴの丘で飲みましょう〜 （6/15−19 SPACE107）[早 13]
  - 紅いテーブル ～キミをのこさずいただきます～ （10月）
- 2006年
  - 森はマダ生きている ～12人の怒れる精霊達～ （2/1-7）
- 2010年
  - 夏の夜の夢のよう～朝が来る前に妖精を消せ～ （9/3-12 築地本願寺ブディストホール）[5]

### 早稲田大学文化資源データーベース内演劇上演記録データーベース
1. ↑  “愛しいあの人を殺したくなるこんな夜”. 演劇上演記録データベース.   早稲田大学文化資源データベース. 2021年9月4日閲覧。
2. ↑  “コマーシャル・サーカス’99新春演劇福袋”. 演劇上演記録データベース.   早稲田大学文化資源データベース. 2021年9月2日閲覧。
3. ↑  “好きよあんたに首ったけ地獄の底からこんにちはそしてさようなら”. 演劇上演記録データベース.   早稲田大学文化資源データベース. 2021年9月4日閲覧。
4. ↑  “この世におさらばする時はダンスビートで眠らせて白いシューズの少女と共に…”. 演劇上演記録データベース.   早稲田大学文化資源データベース. 2021年9月5日閲覧。
5. ↑  “この世におさらばする時はダンスビートで眠らせて白いシューズの少女と共に…”. 演劇上演記録データベース.   早稲田大学文化資源データベース. 2021年9月4日閲覧。
6. ↑  “輝け！窪面星！！ うつむけ乙女の祈り”. 演劇上演記録データベース.   早稲田大学文化資源データベース. 2021年9月4日閲覧。
7. ↑  “命くれない二人連れ 大きなモミの木の下で”. 演劇上演記録データベース.   早稲田大学文化資源データベース. 2021年9月4日閲覧。
8. ↑  “窪面漬＜しっかり味＞”. 演劇上演記録データベース.   早稲田大学文化資源データベース. 2021年9月4日閲覧。
9. ↑  “窪面戦”. 演劇上演記録データベース.   早稲田大学文化資源データベース. 2021年9月4日閲覧。
10. ↑  “野麦峠でつかまえて”. 演劇上演記録データベース.   早稲田大学文化資源データベース. 2021年9月4日閲覧。
11. ↑  “神の都に会いに行く 〜文明は栄えやがて滅んだ〜”. 演劇上演記録データベース.   早稲田大学文化資源データベース. 2021年9月4日閲覧。
12. ↑  “夏の夜の夢のよう〜朝が来る前に妖精を消せ〜”. 演劇上演記録データベース.   早稲田大学文化資源データベース. 2021年9月4日閲覧。
13. ↑  “ただ・・・ただよう・・・〜サンゴの丘で飲みましょう〜”. 演劇上演記録データベース.   早稲田大学文化資源データベース. 2021年9月4日閲覧。

### 映像へのリンク
- 窪田あつこのお笑い劇場
- 小林でび監督DVD『泥棒日記』内収録、主演「恋は赤鬼」オフィシャルHP